# Vibiane
Vous êtes invité à donner votre avis sur cette page de discussion, de manière argumentée en vous aidant notamment des critères d’admissibilité ou en présentant des sources extérieures et sérieuses.  
Après avoir apposé le modèle {{Admissibilité}} sur une page, suivez les étapes expliquées sur Wikipédia:Débat d'admissibilité/Aide :
| 1. | Créez la page de débat d'admissibilité.                                                                      | Sauvegardez d’abord la page pour l’initialiser puis indiquez votre motivation. |
| 2. | Important : ajoutez une entrée dans la section Débat d'admissibilité du jour.                                | Utilisez ce texte : *{{L\|Vibiane}}                                            |
| 3. | Pensez à informer les contributeurs principaux de la page et les projets associés lorsque cela est possible. | Utilisez ce texte : {{subst:Avertissement débat d'admissibilité\|Vibiane}}~~~~ |

Vibiane est une sainte vénérée par l'Église catholique, vierge et martyr du IIIe siècle. Sa fête a été fixée au 1er septembre.
Sainte Vibiane est la patronne de l'archidiocèse de Los Angeles. 

## Histoire
Sa dépouille fut retrouvée le 9 décembre 1853, dans les anciennes catacombes à proximité de la voie Appienne[réf. nécessaire]. Une tablette de marbre ornait sa tombe sur laquelle était inscrit : « à l'âme de l'innocente et pure Vibiane », au-dessus d'une couronne de laurier. 
Depuis 2002, les reliques de Vibiane ont été abritées dans le mausolée de la cathédrale Notre-Dame-des-Anges de Los Angeles. L'ancienne cathédrale Sainte-Vibiana, à Los Angeles, en Californie, lui a été dédiée.

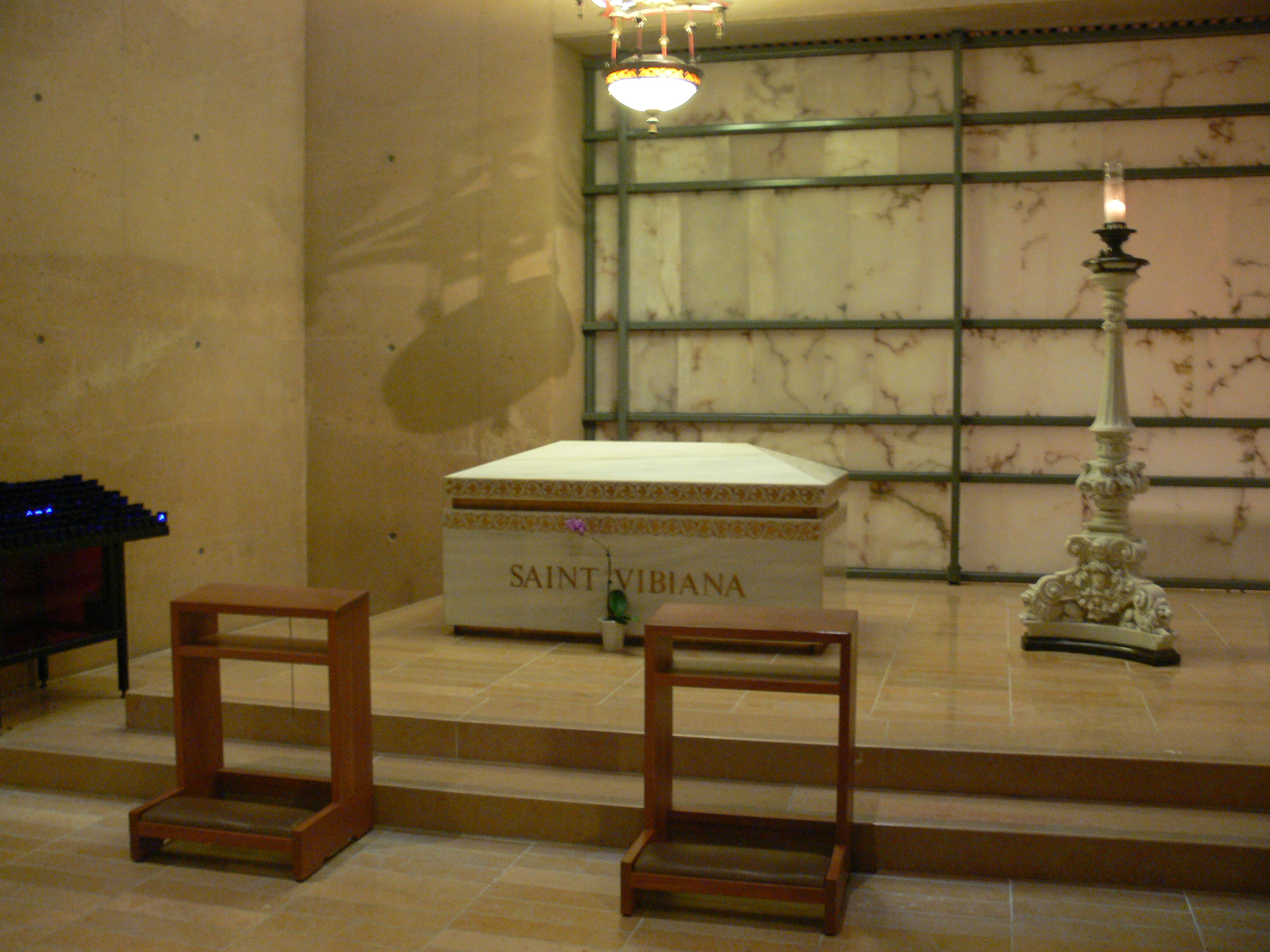
Reliques de Sainte Vibiane à la Cathédrale Notre-Dame-des-Anges de Los Angeles